# Greg Francis
Gregory Andre Francis, detto Greg (Toronto, 4 aprile 1974 – Oshawa, 2 aprile 2023), è stato un cestista e allenatore di pallacanestro canadese.

## Carriera
Con il Canada disputò i Campionati mondiali del 1998, i Giochi olimpici di Sydney 2000 e i Campionati americani del 2003.